# Girolamo Belli
Girolamo Belli (* 1552 in Argenta; † um 1618 in Ferrara) war ein italienischer Komponist der späten Renaissance.

## Leben und Werk
Girolamo Belli wurde 1552 in Argenta geboren, zog schon früh nach Ferrara, um bei Luzzasco Luzzaschi Musik zu studieren, und wirkte viele Jahre dort am herzoglichen Hof. 1582 ging er für kurze Zeit nach Rom. Ab 1584 wirkte er als Kapellsänger für viele Jahre am Hof des Herzogs von Mantua.
Girolamo Belli komponierte hauptsächlich Madrigale, vernachlässigte aber auch andere musikalische Genres nicht. Er veröffentlichte drei Bücher sechsstimmiger Madrigale (1583, 1584, 1593), neun Bücher fünfstimmiger Madrigale (1584–1617), zwei Bücher vierstimmiger Kanzonetten (1584, 1593), die Sacrae cantiones a 6 voci (1585), die Sacrae cantiones a 8 voci (1589), die Sacrae cantiones a 10 voci (1594) und die Salmi a 5 voci con due Magnificat … (1610).